# Сан Валентино (Виченца)
Сан Валентино је насеље у Италији у округу Виченца, региону Венето.
Према процени из 2011. у насељу је живело 290 становника. Насеље се налази на надморској висини од 62 м.